# Tuojiangosaurus
Tuojiangosaurus (care înseamnă „șopârla râului Tuo”) este un gen de dinozaur erbivor din grupul stegozaurilor (Stegosauria), care a trăit în perioada Jurasicului Târziu. Fosilele sale au fost descoperite în Formațiunea Shaximiao Superioară, situată în actuala provincie Sichuan din China.

## Descriere
Tuojiangosaurus era un stegozaur de mari dimensiuni, atingând o lungime de 6,5 metri  și o masă corporală de 2,8 tone. Fizic, era similar cu Stegosaurusul nord-american, iar Tuojiangosaurus este cel mai bine înțeles dintre stegozaurii chinezi.

Comparație de dimensiune

În 1977, Dong a oferit un diagnostic, dar acesta consta în mare parte din trăsături comune cu alți stegozauri. În 1990, Peter Malcolm Galton a identificat o autapomorfie: spinii vertebrelor de la baza cozii prezintă extensii osoase (așa-numite „fuste osoase”) care se extind din partea frontală către laturi. În 2006, Susannah Maidment și Guangbiao Wei au identificat alte două caractere diagnostice: oasele frontale sunt mai late decât lungi, iar procesele supraacetabulare și posterioare ale iliumului sunt clar separate.

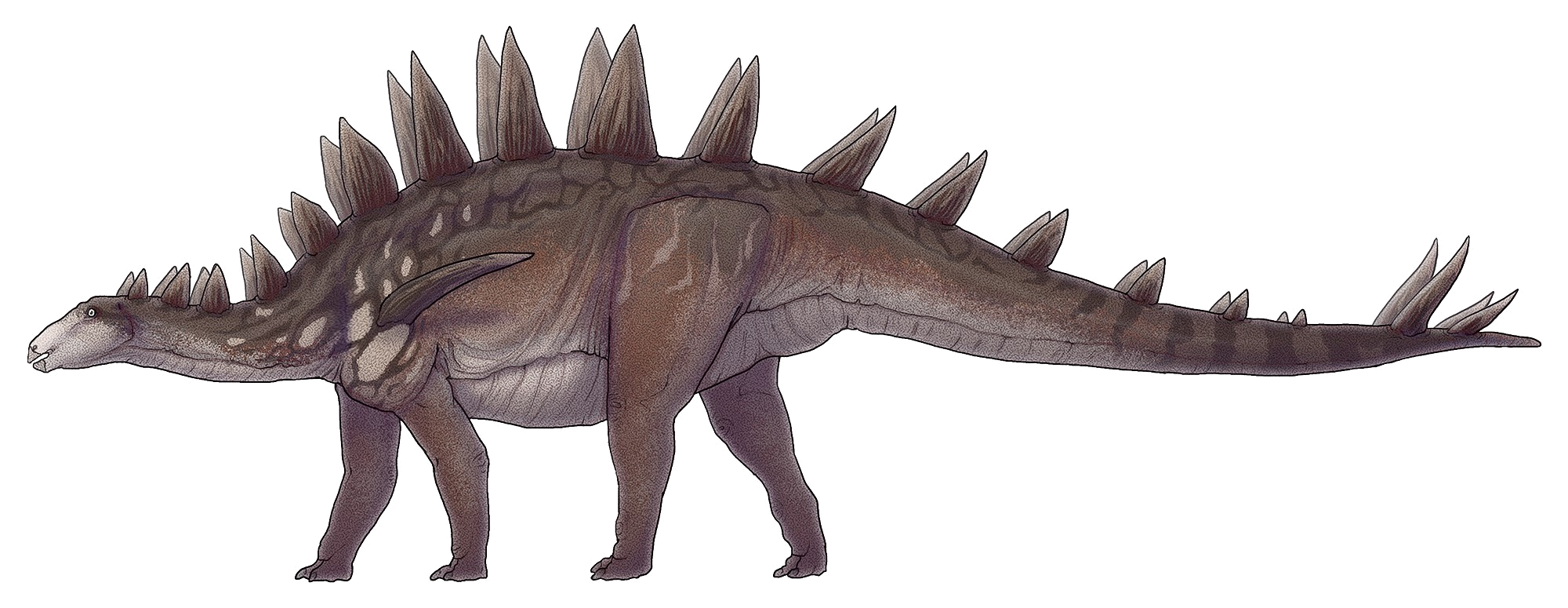
Restaurare

Tuojiangosaurus prezintă capul tipic îngust și jos, corpul masiv și dinți joși, caracteristici comune altor stegozauride. Membrele, în special brațele, sunt destul de scurte. Are cel puțin douăzeci și cinci de dinți pe maxilarul inferior. Dinții au o bază groasă, un cingulum (proeminență la bază) și, pe partea interioară, o creastă mediană verticală în formă triunghiulară. Vertebrele dorsale au arcuri neurale înalte, iar omoplatul are un acromion de formă dreptunghiulară.
La fel ca Kentrosaurus, Tuojiangosaurus avea două rânduri de plăci de-a lungul coloanei vertebrale, care deveneau mai înalte în zona șoldurilor. Cele din regiunea gâtului și partea anterioară a trunchiului erau rotunjite sau în formă de pară; plăcile din partea posterioară a spatelui deveneau mai triunghiulare și ascuțite. Toate plăcile aveau o secțiune centrală îngroșată, ca și cum ar fi fost spini modificați.
Spre deosebire de Stegosaurus, plăcile lui Tuojiangosaurus erau paralele între ele. Dong a estimat că existau aproximativ șaptesprezece perechi de plăci și spini.
Tuojiangosaurus avea cel puțin două spini robuști, orientați spre exterior, pe fiecare parte a extremității cozii, înclinați la aproximativ 45 de grade față de verticală. În cadrul familiei stegosauride, această dispunere a spinilor de pe coadă a devenit cunoscută într-un mod colocvial sub denumirea de „thagomizer”.

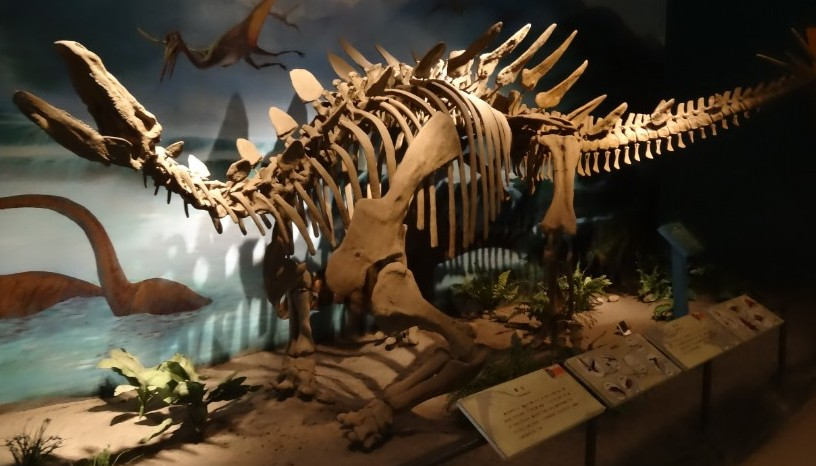
Schelet Reconstruit

Dong a considerat că este posibil să fi existat patru perechi de spini. Paleontologul Gregory S. Paul, bazându-se pe specimenul "Chungkingosaurus sp. 3" (CV 00208), a interpretat thagomizerul ca fiind un „aranjament tip pernă cu ace”, format din două perechi verticale de spini groși și o a treia pereche de spini subțiri, orientați spre spate.

## Descoperire
În 1974, în timpul construcției barajului Wujiaba din Zigong, provincia Sichuan, au fost descoperite rămășițele unui stegozaur.
Specia tip și singura cunoscută a genului Tuojiangosaurus, numită Tuojiangosaurus multispinus, a fost denumită și descrisă în 1977 (exact la o sută de ani după denumirea Stegosaurusului de către Othniel Charles Marsh) de către Dong Zhiming, Zhou Shiwu, Li Xuanmin și Chang Yijong.
Numele generic derivă de la râul Tuo (jiāng), în apropierea căruia a fost descoperit holotipul.

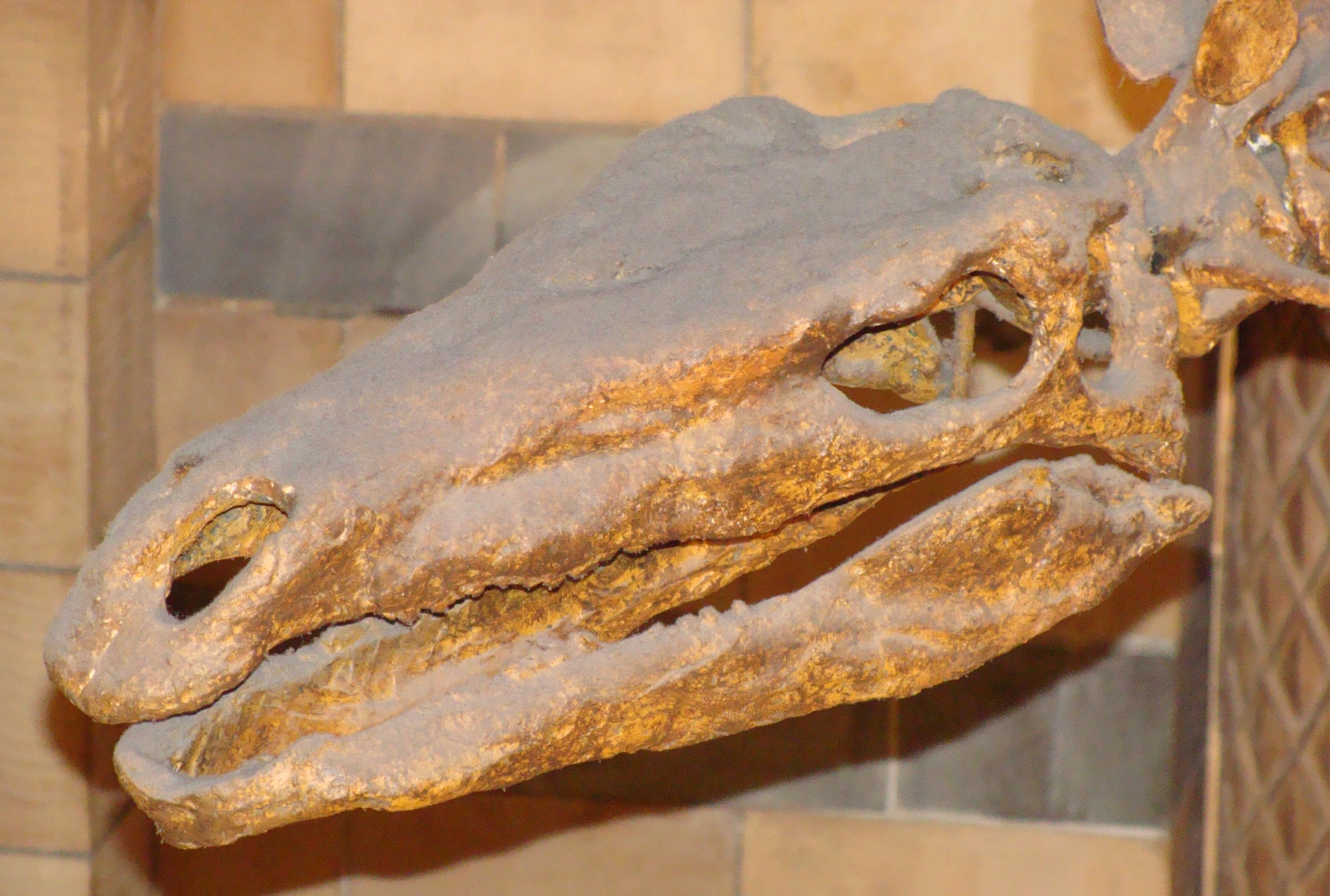
Craniul

Numele specific provine din latină: multus („mulți”) și spina („spin”). 
Holotipul, CV 209, a fost descoperit într-un strat din Formațiunea Shaximiao Superioară, datat din etajele Oxfordian–Kimmeridgian (Jurasicul Târziu). Acesta constă într-un schelet destul de complet, însă lipsesc părți din craniu, maxilarele inferioare, coada și membrele. În anul 1977, era considerat cel mai complet schelet de stegozaur descoperit în Asia. Paratipul a fost specimenul CV 210, un sacrum (ansamblu de vertebre fuzionate din zona pelviană). Până în 2006, o parte din oasele holotipului aveau o locație necunoscută.

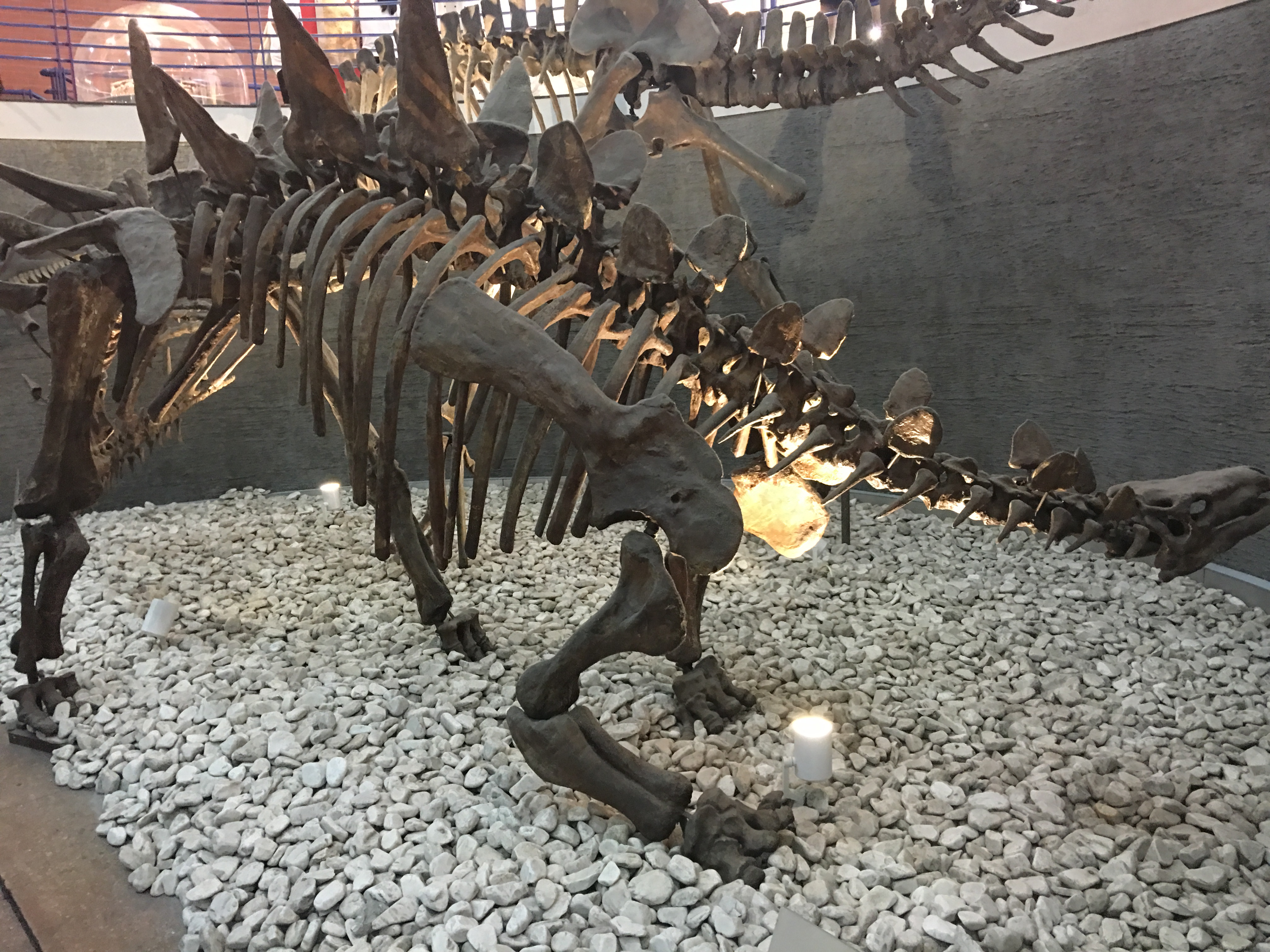
Un schelet montat de Tuojiangosaurus este expus la Muzeul de Istorie Naturală din Beijing, fiind prezentat într-o scenă de confruntare cu un Yangchuanosaurus.

Un schelet montat de Tuojiangosaurus multispinus este expus la Muzeul Municipal din Chongqing.În plus, o reproducere montată (NHMUK PV R 12158) este expusă la Muzeul de Istorie Naturală din Londra. Un alt exemplar montat este prezentat în Muzeul de Istorie Naturală din Beijing, într-o reconstituire a unui conflict cu Yangchuanosaurus. De asemenea, o copie a scheletului fosilizat original, descoperit în Cariera Wujiaba în 1977, este expusă la Bolton Museum, în Regatul Unit.

## Clasificare
Tuojiangosaurus a fost inclus de către Dong, în 1977, în familia Stegosauridae, mai exact în subfamilia Stegosaurinae.
În 2004, o analiză cladistică realizată de Galton a plasat Tuojiangosaurus într-o poziție destul de derivată, ca specie soră a lui Chialingosaurus.

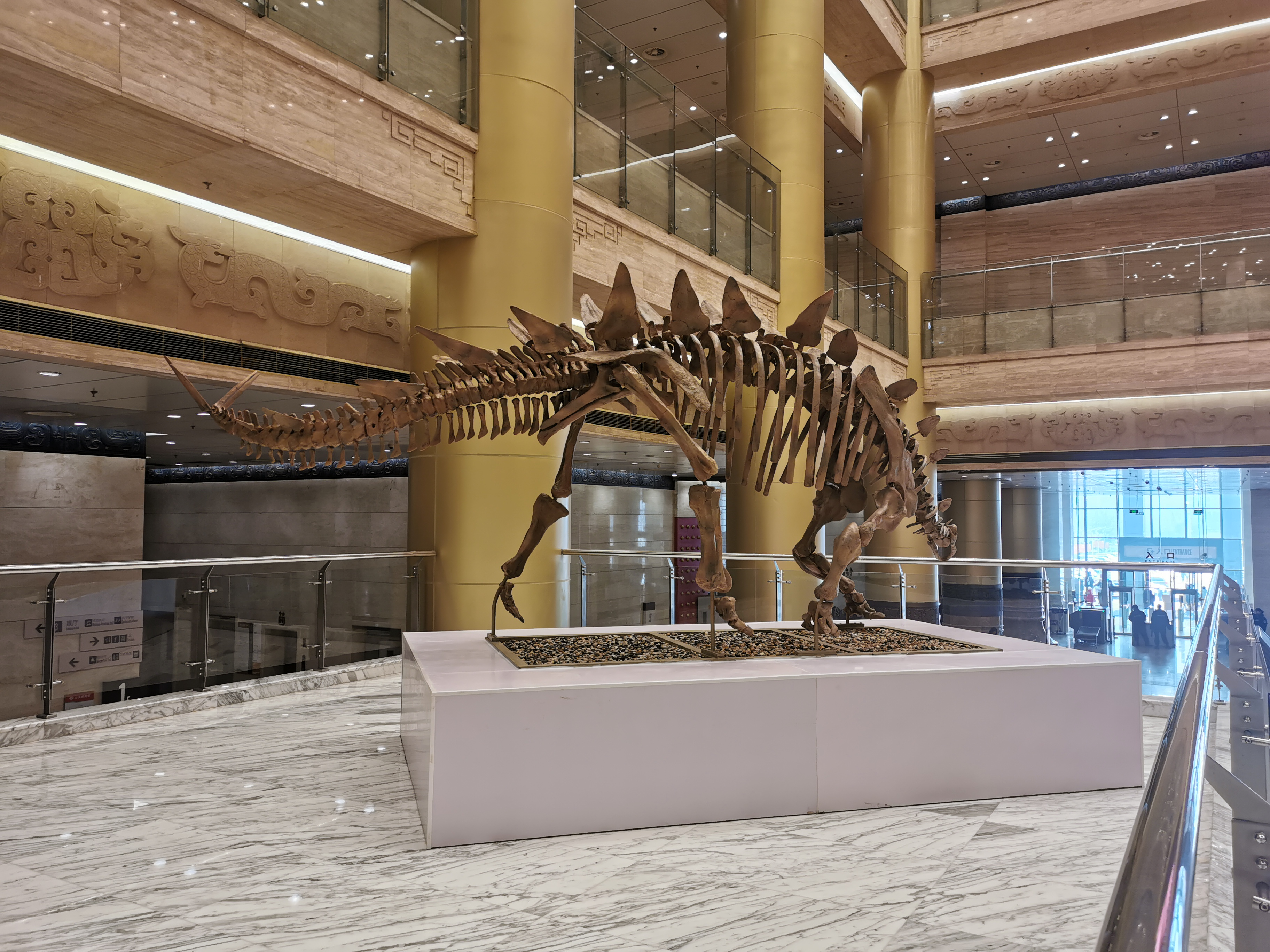
Tuojiangosaurus expus la Muzeul din Shandong

O analiză efectuată de Octávio Mateus, Susannah Maidment și Nicolai Christiansen, publicată în 2009, a concluzionat că Tuojiangosaurus se afla în afara familiei Stegosauridae, deși poziția sa exactă în cadrul Stegosauria era nesigură, din cauza naturii relativ fragmentare a fosilelor — nefiind clar dacă era un membru timpuriu al grupului sau o specie mai târzie, mai apropiată de stegozauride.
O analiză mai cuprinzătoare, realizată în 2017 de Ben Raven și Susannah Maidment, a arătat că Tuojiangosaurus se grupa împreună cu Huayangosaurus și rudele sale.

## Paleobiologie
Tuojiangosaurus se hrănea cu vegetație joasă, aflată aproape de sol, cum ar fi ferigile, cicadele și alte plante primitive specifice Jurasicului Târziu. Datorită poziției capului jos și structurii dentare, era adaptat pentru ciupirea și smulgerea plantelor de la nivelul solului, fără a consuma vegetație înaltă.
Paleontologul Gregory S. Paul a sugerat că dinozaurii Chialingosaurus și Chungkingosaurus ar putea fi de fapt stadii juvenile ale lui Tuojiangosaurus, și nu genuri separate. Această ipoteză implică o posibilă revizuire taxonomică, dar rămâne controversată și necesită mai multe dovezi pentru a fi confirmată.